# Jammu (huyện)
Huyện Jammu là một huyện thuộc bang Jammu và Kashmir, Ấn Độ. Thủ phủ huyện Jammu đóng ở Jammu. Huyện Jammu có diện tích 3097 ki lô mét vuông. Đến thời điểm năm 2001, huyện Jammu có dân số 1571911 người.